# La Québécie
Vous êtes invité à donner votre avis sur cette page de discussion, de manière argumentée en vous aidant notamment des critères d’admissibilité ou en présentant des sources extérieures et sérieuses.  
Après avoir apposé le modèle {{Admissibilité}} sur une page, suivez les étapes expliquées sur Wikipédia:Débat d'admissibilité/Aide :
| 1. | Créez la page de débat d'admissibilité.                                                                      | Sauvegardez d’abord la page pour l’initialiser puis indiquez votre motivation.     |
| 2. | Important : ajoutez une entrée dans la section Débat d'admissibilité du jour.                                | Utilisez ce texte : *{{L\|La Québécie}}                                            |
| 3. | Pensez à informer les contributeurs principaux de la page et les projets associés lorsque cela est possible. | Utilisez ce texte : {{subst:Avertissement débat d'admissibilité\|La Québécie}}~~~~ |

La Québécie est un roman « utopique » de Francine Lachance paru aux Éditions du Grand Midi en 1990.

## Résumé
Selon Anne Staquet, la Québécie est une utopie d'un nouveau genre, qui, après les anti-utopies, tient compte de leur critique, qu'elle radicalise même :
« La Québécie parvient donc à éviter les écueils des utopies traditionnelles en résolvant leurs difficultés. Elle parvient même à critiquer celles-ci bien au-delà de ce que font les anti-utopies. Elle est néanmoins une utopie dans la mesure où elle répond tout à fait aux deux fonctions de celles-ci, à savoir la critique de la société et l'instauration d'un monde idéal. ».

## Genre utopique
L'ouvrage a été reconnu pour son importance dans le développement du genre utopique au Québec, certains critiques le considérant comme une référence majeure, voire fondatrice, dans ce domaine.